# Verbena kuntzeana
Verbena kuntzeana — вид трав'янистих рослин родини Вербенові (Verbenaceae), поширений у пд. Бразилії та Парагваї.

## Поширення
Поширений у пд. Бразилії та Парагваї.